# Mala Arkana
Mala Arkana je naziv u tarotu za skupinu od ukupno 56 karata podijeljenih u četiri skupine koje uvelike korespondiraju sa špilom običnih igraćih karata. Četiri različita svežnja koja sadrže 10 karata od asa do desetke plus četiri karte s dvorskim likovima, nazivaju se mačevi, štapovi, novčići i pehari, što odgovara bojama uobičajenih igračih karata (pik, tref, karo i herc). Osim po boji, mogu se podijeliti i u dvije osnovne podskupine: 40 numeriranih malih arkana i 16 dvorskih karata.
Za razliku od karata Velike Arkane, karte Male Arkane govore o izvanjskim okolnostima, trenutačnim akcijama i relacijama, o našem međuodnosu sa svijetom i drugim ljudima te su veoma dinamične i konkretne.